# Santo Antônio da Platina (kommun)
Santo Antônio da Platina är en kommun i Brasilien.   Den ligger i delstaten Paraná, i den södra delen av landet, 900 km söder om huvudstaden Brasília. Antalet invånare är 42 688.
Följande samhällen finns i Santo Antônio da Platina:
- Santo Antônio da Platina

Omgivningarna runt Santo Antônio da Platina är huvudsakligen savann. Runt Santo Antônio da Platina är det ganska tätbefolkat, med 70 invånare per kvadratkilometer.